# Kapillärelektrofores
Kapillärelektrofores, ofta förkortat som CE, är elektrofores genom en tunn glaskapillär. Tekniken användes särskilt inom biomedicin och biotekniken men utvecklats vidare att användas inom den analytiska kemin.